# Cisówka (przystanek kolejowy)
Cisówka – nieczynny przystanek osobowy w Cisówce, w województwie podlaskim, w Polsce. Do 2021 roku znajdował się tu jeden peron.
Do 19 kwietnia 2004 roku do przystanku prowadzony był ruch pasażerski. Od tego czasu sporadycznie uruchamiano pociągi specjalne przez WOŚP, Turystykę Kolejową Turkol.pl.